# Bayac
Bayac – miejscowość i gmina we Francji, w regionie Nowa Akwitania, w departamencie Dordogne.
Według danych na rok 1990 gminę zamieszkiwało 328 osób, a gęstość zaludnienia wynosiła 32 osób/km² (wśród 2290 gmin Akwitanii Bayac plasuje się na 853. miejscu pod względem liczby ludności, natomiast pod względem powierzchni na miejscu 1046.).